# Echándote de menos
Echándote de menos (en hangul, 오랫동안 당신을 기다렸습니다; romanización revisada del coreano: Oraetdong-an Dangsin-eul Gidaryeotseumnida) es una serie de televisión surcoreana dirigida por Han Chul-soo y Kim Yong-min, y protagonizada por Na In-woo, Kim Ji-eun, Kwon Yul, Bae Jong-ok, Lee Kyu-han y Jung Sang-hoon. Se emitirá por el canal ENA desde el 26 de julio hasta el 7 de septiembre de 2023, los miércoles y jueves a las 21:00 (hora local coreana).

## Sinopsis
Se trata de un drama sobre la caza de la verdad en el que un detective que persigue al verdadero culpable de un caso de asesinato se enfrenta a los secretos y deseos ocultos de la familia.

## Reparto

### Principal
- Na In-woo como Oh Jin-seong/Oh Jin-sang, un detective de la comisaría de policía de Woojin que es destinado al equipo de investigación especial por un caso de asesinato en serie. Su búsqueda desesperada de la verdad comienza cuando se encuentra con un inesperado secreto que su familia ha ocultado a raíz de dicho caso.[3][4][5]
- Kim Ji-eun como Go Young-joo, una fiscal que atrapa a los criminales por cualquier medio y método.[6][7]
- Kwon Yul como Cha Young-woon, un fiscal de élite, colega de Young-joo en la Oficina del Fiscal del Distrito Central.[8]
- Bae Jong-ok como Yoo Jeong-suk, la madre de Young-woon, directora de un hospital y cirujana torácica.[9][10]
- Lee Kyu-han como Park Ki-young, amigo de Young-woon que es reportero en la oficina del fiscal.[11][12]
- Jung Sang-hoon como Bae Min-gyu, un dentista que ha vivido su vida considerando el poder de su padre, un influyente miembro de la Asamblea Nacional, como si fuera suyo propio.[13]

### Secundario

#### Familia de Jin-seong
- Jang Hye-jin como Hong Young-hee, madre de Jin-seong y Jin-woo.[14]
- Ren como Oh Jin-woo, el hermano menor de Jin-seong.[15][16]

#### Familia de Young-joo
- Kim Hee-jung como Pi Jang-mi, la madre de Young-joo.[17]

#### Grupo Jinjin
- Choi Kwang-il como Cha Jin-cheol.[18]
- Kim Cheol-ki como Jung Woo-no, secretario del Grupo Jinjin y exagente del Servicio Nacional de Inteligencia.[19]

#### Equipo especial de investigación de casos de asesinato
- Jung Ga-hee como Yang Hee-joo, fiscal subalterna en la Fiscalía del Distrito Central.[20][21]
- Na In-kyu como Yook Jung-tae, un detective de la comisaría de policía de Seocho.[22]

#### Otros
- Kim Hyung-mook como el doctor Chu.[18]
- Park Hyun-sook como Baek Mi-ja.[18]
- Kim Young-hoon como Lee Sang-geun, fiscal jefe de la Fiscalía del Distrito Central.[23][24]
- Kim Jong-gu como Bae Tae-wook, el padre de Min-gyu.[25]
- Song Seung-ha como Lee Eun-byul, una actriz.[26]
- Choi Beom-ho como el abogado Yoon.[27]
- Ahn Si-ha como Ma-ri.[28][29]

### Apariciones especiales
- Kim Jin-woo como un perfilador de delincuentes.[30]

## Producción
La empresa productora de la serie, Samhwa Networks, anunció el 14 de marzo de 2023 que había firmado un contrato de suministro con KT Studio Genie para la producción de Echándote de menos en catorce episodios, por un montante de 14.572 millones de wones, independientemente de los ingresos adicionales por publicidad indirecta y BSO.
El 7 de junio de 2023 se confirmó el día del estreno de la serie y se presentaron los nombres de los seis protagonistas. El 19 de junio se lanzó el primer cartel; dos días después se publicaron imágenes de la lectura del guion. El día 26 se lanzaron los carteles de los seis personajes principales, y un nuevo cartel de grupo salió a la luz el 10 de julio. Por último, el día 4 se habían publicado fotogramas de algunas escenas.

## Audiencia
| Temporada | Temporada | Episodio número | Episodio número | Episodio número | Episodio número | Episodio número | Episodio número | Episodio número | Episodio número | Episodio número | Episodio número | Episodio número | Episodio número | Episodio número | Episodio número | Promedio |
| Temporada | Temporada | 1               | 2               | 3               | 4               | 5               | 6               | 7               | 8               | 9               | 10              | 11              | 12              | 13              | 14              | Promedio |
| --------- | --------- | --------------- | --------------- | --------------- | --------------- | --------------- | --------------- | --------------- | --------------- | --------------- | --------------- | --------------- | --------------- | --------------- | --------------- | -------- |
|           | 1         | 306             | 389             | 464             | 419             | 486             | 583             | 546             | 562             | 546             | 495             | 757             | 659             | 731             | 779             | 552      |

| Episodio | Fecha de emisión        | Índices de audiencia (Nielsen Korea) | Índices de audiencia (Nielsen Korea) |
| Episodio | Fecha de emisión        | Nacional                             | Seúl                                 |
| --- | ----------------------- | ------------------------------------ | ------------------------------------ |
| 1 | 26 de julio de 2023     | 1,405,% (3.ª)                        | 1,350 % (4.ª)                        |
| 2 | 27 de julio de 2023     | 1,827,% (3.ª)                        | 1,818 % (3.ª)                        |
| 3 | 2 de agosto de 2023     | 2,032 % (3.ª)                        | 2,142 % (3.ª)                        |
| 4 | 3 de agosto de 2023     | 2,054 % (3.ª)                        | 2,164 % (3.ª)                        |
| 5 | 9 de agosto de 2023     | 2,412 % (3.ª)                        | 2,602 % (3.ª)                        |
| 6 | 10 de agosto de 2023    | 2,663 % (2.ª)                        | 2,750 % (3.ª)                        |
| 7 | 16 de agosto de 2023    | 2,621 % (3.ª)                        | 3,069 % (3.ª)                        |
| 8 | 17 de agosto de 2023    | 2,548 % (1.ª)                        | 2,471 % (2.ª)                        |
| 9 | 23 de agosto de 2023    | 2,778 % (3.ª)                        | 2,903 % (3.ª)                        |
| 10 | 24 de agosto de 2023    | 2,550 % (1.ª)                        | 2,736 % (1.ª)                        |
| 11 | 30 de agosto de 2023    | 3,597 % (2.ª)                        | 3,587 % (3.ª)                        |
| 12 | 31 de agosto de 2023    | 2,978 % (1.ª)                        | 2,907 % (1.ª)                        |
| 13 | 6 de septiembre de 2023 | 3,598 % (3.ª)                        | 3,581 % (3.ª)                        |
| 14 | 7 de septiembre de 2023 | 4,114 % (1.ª)                        | 4,691 % (1.ª)                        |
| Promedio | Promedio                | 2,656 %                              | 2,769 %                              |
| - En la tabla superior, los números azules representan las calificaciones más bajas y los números rojos representan las más altas. - Esta serie se transmite en un canal de cable/televisión de pago, que normalmente tiene una audiencia menor respecto a las emisoras de televisión públicas/gratuitas (KBS, SBS, MBC y EBS). |                         |                                      |                                      |

## Premios y nominaciones
| Año  | Premios          | Categoría              | Candidato  | Resultado | Ref.   |
| ---- | ---------------- | ---------------------- | ---------- | --------- | ------ |
| 2023 | 14.º Korea Drama | Premio a la excelencia | Kim Ji-eun | Ganadora  | [ 39 ] |